# アドリアノープルの戦い (813年)
アドリアノープルの戦いは、813年に第一次ブルガリア帝国が東ローマ帝国の都市であるアドリアノープルを占領した戦いである。

## 経過
ヴェルシニキアの戦いで東ローマ軍を撃破したクルムはコンスタンティノープルの包囲を開始し、別働隊にはアドリアノープルの包囲を命じた。しかしクルムはコンスタンティノープルを落とす手段を持たず、東ローマと和平を結ぼうとした。その交渉の席で、東ローマ側はクルムを暗殺しようとした。この企ては失敗したが、これに激怒したクルムはトラキアの諸都市を荒らした。このころ、アドリアノープルの守備隊も長い包囲によって補給が断たれ、飢餓状態になったためブルガリアに降伏した。クルムは捕虜をブルガリア領内に移住させて、ブルガリアに帰還した。